# Yugoslavia en los Juegos Olímpicos de Helsinki 1952
Yugoslavia estuvo representada en los Juegos Olímpicos de Helsinki 1952 por un total de 87 deportistas que compitieron en 11 deportes.  
El portador de la bandera en la ceremonia de apertura fue el atleta Oto Rebula.

## Medallistas
El equipo olímpico yugoslavo obtuvo las siguientes medallas:
| Nombre                                                    | Deporte   | Competición                |
| --------------------------------------------------------- | --------- | -------------------------- |
| Oro                                                       |           |                            |
| Duje Bonačić Velimir Valenta Mate Trojanović Petar Šegvić | Remo      | Cuatro sin timonel (M4-) M |
| Plata                                                     |           |                            |
| Equipo                                                    | Fútbol    | Torneo M                   |
| Equipo                                                    | Waterpolo | Torneo M                   |
| Bronce                                                    |           |                            |
| —                                                         |           |                            |